# Rio Guararema
O rio Guararema é um pequeno curso de água da bacia hidrográfica do rio Tibaji no estado do Paraná que nasce próximo à cidade de Piraí do Sul e tem sua foz no rio Iapó do qual é um dos principais afluente.
Trata-se de um rio de planalto de pequena extensão, com águas ligeiras e limpas com mata ciliar bem conservada embora atravesse uma região de reflorestamentos. É bem conhecido um trecho de corredeiras de aproximados 1 000 metros no qual a canoagem pode ficar bem difícil se o rio estiver baixo.
O rio é conhecido desde o século XVIII, quando se tornou área de garimpo de ouro e pedras preciosas, que levou a fundação da cidade de Tibagi em 1794.